# Jacob Schröter der Ältere
Jacob Schröter der Ältere (geb. um 1529 in Weimar; gest. 1. Mai 1613)  war ein deutscher Handelsmann und Bürgermeister in Weimar.

## Leben
Schröter war Tuch-, Woll- und Waidhändler. Als Sohn des Weimarer Bürgermeisters und Tuchhändlers Peter Schröter und dessen Frau Gertrud Dietz wurde er in Weimar geboren. Sein älterer Bruder war Johannes von Schröter. Seine Schwester Gertrud († 1566 in Jena) heiratete 1561 den Mediziner Lorenz Hiel. Schröter erbaute am Markt 4 sein Wohnhaus und zugleich die erste Apotheke in der Stadt. Die Hof-Apotheke gibt es noch heute. So initiierte er um 1590 den Bau eines Brunnens am Markt, der später durch den Neptunbrunnen von Martin Gottlieb Klauer ersetzt werden sollte. Als Bürgermeister leitete Schröter 41 Jahre die Geschicke der Stadt. Außerdem war er Beisitzer der fürstl. sächsischen Land- und Tranksteuer-Obereinnahme. Er galt zu seinen Lebzeiten als der „vornehmste Bürger“ Weimars. Er war sehr vermögend und besaß mehrere Häuser und anderen Grundbesitz. Schröter wurde 1569 in den Rat gewählt und gehörte ihm bis 1602 an.
In der Sakristei der Herderkirche befindet sich ein Ölporträt Schröters.

## Familie
In erster Ehe war Schröter am 31. Januar 1558 in Weimar mit Anna (+10.10.1562) verheiratet, der Tochter des Dietrich Wittich, Bürgermeister, Ratskämmerer, Apotheker und Weidhändler in Weimar. In zweiter Ehe heiratete er im Mai 1568 Barbara (+27.02.1607), die Tochter des sächsischen Kanzlers Christian Brück, die zugleich Enkelin des berühmten Malers Lucas Cranach des Älteren und des sächsischen Kanzlers Gregor Brück war. Damit ist Schröter einer der Vorfahren Goethes.
Aus erster Ehe sind alle drei Kinder, als ein Sohn und zwei Töchter früh verstorben.
Kinder aus zweiter Ehe:
- ein Sohn und drei Töchter sind früh verstorben
- Euphrosyna Schröter (1569–1635), erste Ehe 1586 mit Stephan Klot/Klothius († 1590) Hofrat zu Sachsen-Coburg-Eisenach, zweite Ehe 1591 mit Valentin Loderstett, dritte Ehe 1595 mit Kilian Neumaier von Ramsla, fürstl. Sächs. Steuerrat in Weimar und Erbherr auf Ramsla

- Jacob Schröter der Jüngere (1570–1645), 1601 Professor an der Universität Jena, 1604 sachsen-meiningischer Regierungsrat und ab 1609 Kanzler, erste Ehe mit Sara Spelt († 4. Dezember 1616), Tochter des Wolfgang Spelt, fürstlich sächsischer Rat und Kanzler in Weimar, zweite Ehe 1618 mit Anastasia Zöllner, Witwe des Adam Wilhelm Strauß, sächs. henneberg. Kanzlei-Secretarius, und Tochter des Heinrich Zöllner, Hessischer Kanzleischreiber, Kammersecretarius und Landrentmeister in Schmalkalden
- Barbara Schröter (1572–1616), verheiratet mit Johann Breithaupt, Bürgermeister in Eisenach
- Elisabeth Schröter (1574–1639), erste Ehe 1593 mit Johann Georg Neumaier von Ramsla, Kammersecretarius in Weimar und Erbherr auf Ramsla, zweite Ehe 1600 mit Johann Stromer von Auerbach, gräfl. hohenstein. Kanzler und Professor in Jena, dritte Ehe 1610 mit Johannes Major, Superintendent in Jena
- Friedrich Schröter[2] († 13. Juli 1636 in Weimar an der Pest), Handelsmann und Bürgermeister in Weimar, erste Ehe am 7. April 1600 mit Ursula († 9. Oktober 1615), Tochter des Abraham Gärtner, Ratskämmerer und Goldschmied in Weimar, zweite Ehe am 14. Juni 1618 in Weimar mit Margaretha, Witwe des Johann Alcken/Alcon  († 10. Oktober 1617), Pfarrer in Apfelstedt und Sprötau, Schwester des Elias Wilhelm Bodinus von Ezleben[4], gräfl.-schwarzburgischer Geheimer Hofrat und Kanzler in Arnstadt und Sondershausen und Tochter des Stephan Bodinus/Herrenwurst, Pfarrer in Sülzenbrücken
- Gertraud Schröter (1578–1622) verheiratet  mit Valentin Edler von Purgold, Mediziner